# انهيار أرضي في غوفا 2024

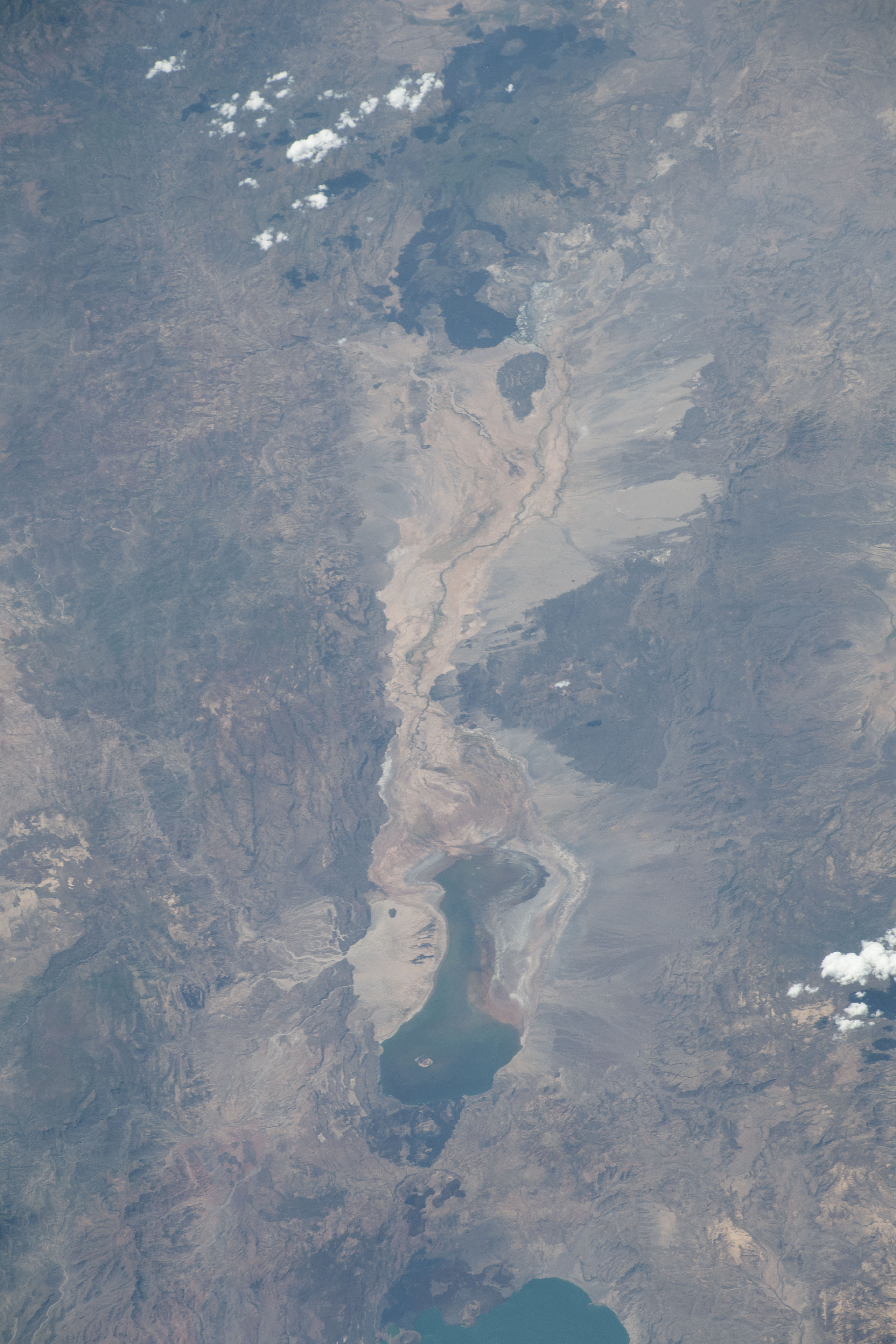
منظر من القمر الصناعي للمنطقة (2018)

حدث انهياران أرضيان في قريتين في ولاية جنوب إثيوبيا الإقليمية بإثيوبيا، في يومي 21 و 22 يوليو 2024، مما أسفر عن مقتل 257 شخصًا على الأقل. ودفن الانهيار الأرضي الثاني أولئك الذين وصلوا للمساعدة في أعقاب الانهيار الأول. ويُعدُ هذا أسوأ انهيار للتربة في تاريخ إثيوبيا.

## خلفية
تقع غوفا في ولاية جنوب إثيوبيا الإقليمية، على بعد حوالي 450 كيلومتر (280 ميل) من العاصمة أديس أبابا، وتستغرق الرحلة إليها قرابة 10 ساعات بالسيارة. وبحسب إفادات الأهالي، فإن المنطقة التي وقعت فيها الانهيارات الأرضية هي منطقة ريفية ونائية وجبلية. ومن المعروف أن التربة في تلك المنطقة غير مستقرة، وتؤدي الانهيارات الأرضية والأمطار الغزيرة إلى حوادث مميتة كل عام. ففي عام 2016، أدت الأمطار الغزيرة في ولايتا (Wolayita)، الواقعة أيضًا في جنوب إثيوبيا، إلى انهيارات أرضية أودت بحياة 41 شخصًا. وفي مايو 2024، قُتل 50 شخصًا في انهيار أرضي في نفس المنطقة التي شهدت حدث يوليو.

## الحادثة
في أعقاب هطول أمطار غزيرة في منطقة كينشو شاشا في غيزي غوفا، وقع الانهيار الأرضي الأول مساء يوم 21 يوليو، مما أدى إلى دفن أربع أسر. وفي صباح اليوم التالي في حوالي الساعة 10:00 بتوقيت إثيوبيا (07:00 بالتوقيت العالمي)، حدث انهيار أرضي ثانٍ بعد وصول الناس إلى مكان الحادث لإنقاذ الناجين، مما أدى إلى وفيات إضافية. وبين الانهيارات الأرضية، دُفنت قريتان مجاورتان.
تسبب الانهياران في وفاة ما لا يقل عن 257 شخصًا وفق الإحصاءات الأولية، بما في ذلك 148 رجلاً و81 امرأة، مما يجعله الانهيار الأرضي الأكثر دموية في إثيوبيا. وكان من بين القتلى مدير المنطقة. وقال مكتب الأمم المتحدة لتنسيق الشؤون الإنسانية إن العدد النهائي للقتلى قد يتجاوز 500 شخص.

## التدخل
نشرت وسائل الإعلام الإثيوبية التابعة للدولة صورًا على فيسبوك لعمال الإنقاذ وهم يحفرون في منطقة الكارثة بالمجارف وأيديهم العارية. في 23 يوليو، قال ماركوس ميليسي، رئيس الوكالة الوطنية للاستجابة للكوارث في منطقة غوفا، لرويترز إن رجال الإنقاذ ما زالوا ينتشلون الجثث. وبحلول اليوم نفسه، جرى إنقاذ ما لا يقل عن 10 أشخاص من تحت الأنقاض.
أفاد رجال الإنقاذ أن العائلات كانت تتعرف على جثث الضحايا وتطالب بها، بينما وقد جرى دفن الرفات التي لم يطالب بها أحد في الموقع. وصرّح أحد المتطوعين إن الجثث المنتشلة جمعت في خيمة لإجراء مراسم دفن لاحقة. وبحسب ما ورد، أدى النقص الأولي في الآلات مع رجال الإنقاذ إلى إعاقة جهود البحث. وقال مكتب الأمم المتحدة لتنسيق الشؤون الإنسانية إن ما لا يقل عن 15,515 شخصا تضرروا من الكارثة، مضيفا أن هناك حاجة إلى عمليات إجلاء عاجلة لهؤلاء الأشخاص الذين يواجهون خطرا كبيرا لمزيد من مثل هذه الحوادث بسبب استمرار هطول الأمطار.

## ردود الفعل
أعرب رئيس الوزراء آبي أحمد على وسائل التواصل الاجتماعي عن حزنه، وذكر أنه جرى نشر خدمات الطوارئ.
وأعرب رئيس مفوضية الاتحاد الأفريقي موسى فكي عن دعمه على وسائل التواصل الاجتماعي، مشيراً إلى أن الجهود المبذولة للعثور على المفقودين ومساعدة النازحين مستمرة.
وأعرب رئيس منظمة الصحة العالمية تيدروس أدهانوم غيبريسوس عن تعازيه للأسر المتضررة، وأشار إلى أنه جرى إرسال فريق من منظمة الصحة العالمية لدعم الاحتياجات الصحية العاجلة.
وحثّ ورقنيه جيبيهو، الأمين التنفيذي للهيئة الحكومية للتنمية، على اليقظة والالتزام ببروتوكولات السلامة وسط التأثيرات المستمرة لتغير المناخ لمنع المزيد من الكوارث.